# Giải vô địch cờ vua thế giới 1981

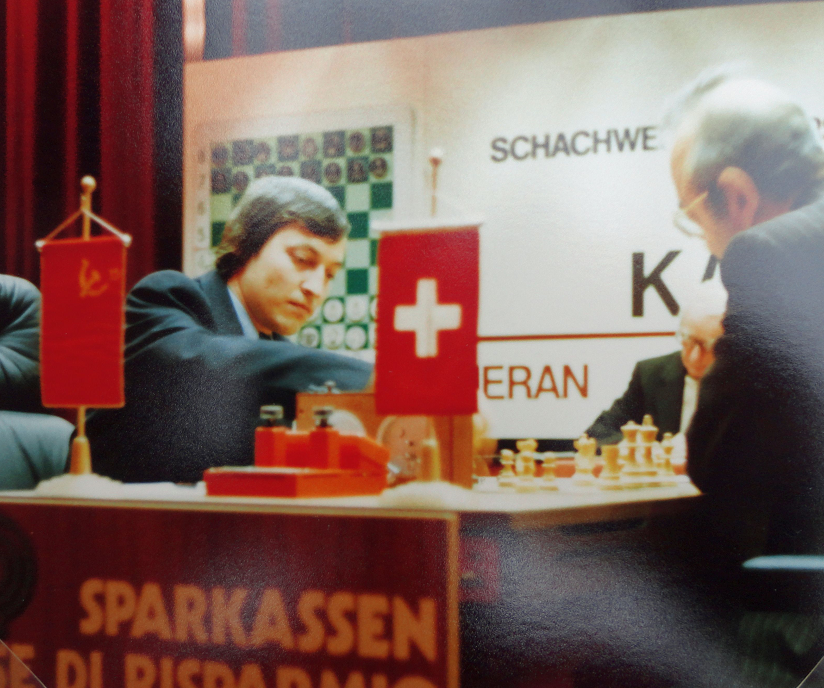
Karpov - Korchnoi, 1981 tại Merano

Giải vô địch cờ vua thế giới năm 1981 được diễn ra giữa Anatoly Karpov và Viktor Korchnoi tại Merano, Ý từ 1 tháng 10 đến 19 tháng 11 năm 1981.
Karpov giành thắng lợi với 6 thắng, 10 hòa, 2 thua, tiếp tục giữ danh hiệu vô địch thế giới.

## Các giải đấu Interzonal năm 1979
Hai giải Interzonals được tổ chức vào năm 1979, một ở Riga và một ở Rio de Janeiro.
|    |                                        | Rating | 1 | 2 | 3 | 4 | 5 | 6 | 7 | 8 | 9 | 10 | 11 | 12 | 13 | 14 | 15 | 16 | 17 | 18 | Total | Tie break |
| -- | -------------------------------------- | ------ | - | - | - | - | - | - | - | - | - | -- | -- | -- | -- | -- | -- | -- | -- | -- | ----- | --------- |
| 1  | Mikhail Tal (Liên Xô)                  | 2615   | - | 1 | ½ | ½ | 1 | 1 | ½ | 1 | 1 | 1  | 1  | ½  | 1  | ½  | ½  | 1  | 1  | 1  | 14    |           |
| 2  | Lev Polugaevsky (Liên Xô)              | 2625   | 0 | - | ½ | ½ | 1 | ½ | 1 | 1 | 0 | 1  | ½  | 1  | ½  | ½  | 1  | ½  | 1  | 1  | 11½   |           |
| 3  | András Adorján (Hungary)               | 2525   | ½ | ½ | - | ½ | 0 | 0 | 1 | ½ | 1 | 1  | ½  | ½  | 1  | 1  | ½  | 1  | 1  | ½  | 11    | 85.75     |
| 4  | Zoltán Ribli (Hungary)                 | 2595   | ½ | ½ | ½ | - | 0 | 1 | 0 | ½ | ½ | 1  | ½  | 1  | 1  | ½  | 1  | ½  | 1  | 1  | 11    | 84.75     |
| 5  | Oleg Romanishin (Liên Xô)              | 2560   | 0 | 0 | 1 | 1 | - | ½ | 1 | 0 | ½ | ½  | 1  | 1  | ½  | 1  | ½  | ½  | 1  | ½  | 10½   | 83.00     |
| 6  | Florin Gheorghiu (Romania)             | 2540   | 0 | ½ | 1 | 0 | ½ | - | ½ | 1 | ½ | ½  | ½  | ½  | 1  | 1  | 1  | 1  | 0  | 1  | 10½   | 79.75     |
| 7  | Bent Larsen (Denmark)                  | 2620   | ½ | 0 | 0 | 1 | 0 | ½ | - | 0 | ½ | 1  | ½  | 1  | ½  | 1  | 1  | 1  | ½  | 1  | 10    |           |
| 8  | Gennady Kuzmin (Liên Xô)               | 2565   | 0 | 0 | ½ | ½ | 1 | 0 | 1 | - | ½ | 1  | ½  | ½  | ½  | ½  | 1  | ½  | 0  | 1  | 9     | 71.00     |
| 9  | Vitaly Tseshkovsky (Liên Xô)           | 2560   | 0 | 1 | 0 | ½ | ½ | ½ | ½ | ½ | - | 0  | 0  | ½  | ½  | 1  | 1  | 1  | 1  | ½  | 9     | 67.50     |
| 10 | Tony Miles (Anh)                       | 2560   | 0 | 0 | 0 | 0 | ½ | ½ | 0 | 0 | 1 | -  | ½  | ½  | 1  | 1  | 1  | 1  | 1  | 1  | 9     | 59.25     |
| 11 | James Tarjan (Hoa Kỳ)                  | 2525   | 0 | ½ | ½ | ½ | 0 | ½ | ½ | ½ | 1 | ½  | -  | 0  | 1  | 0  | 0  | 1  | ½  | 1  | 8     |           |
| 12 | Yehuda Gruenfeld (Israel)              | 2430   | ½ | 0 | ½ | 0 | 0 | ½ | 0 | ½ | ½ | ½  | 1  | -  | 0  | 0  | 1  | 1  | ½  | 1  | 7½    |           |
| 13 | Ljubomir Ljubojević (Yugoslavia)       | 2590   | 0 | ½ | 0 | 0 | ½ | 0 | ½ | ½ | ½ | 0  | 0  | 1  | -  | 1  | ½  | ½  | 1  | 0  | 6½    |           |
| 14 | Herman Claudius van Riemsdijk (Brazil) | 2435   | ½ | ½ | 0 | ½ | 0 | 0 | 0 | ½ | 0 | 0  | 1  | 1  | 0  | -  | ½  | ½  | ½  | 0  | 5½    | 46.25     |
| 15 | Slim Bouaziz (Tunisia)                 | 2420   | ½ | 0 | ½ | 0 | ½ | 0 | 0 | 0 | 0 | 0  | 1  | 0  | ½  | ½  | -  | 0  | 1  | 1  | 5½    | 40.75     |
| 16 | Edmar Mednis (Hoa Kỳ)                  | 2510   | 0 | ½ | 0 | ½ | ½ | 0 | 0 | ½ | 0 | 0  | 0  | 0  | ½  | ½  | 1  | -  | ½  | 1  | 5½    | 39.00     |
| 17 | Francisco Trois (Brazil)               | 2415   | 0 | 0 | 0 | 0 | 0 | 1 | ½ | 1 | 0 | 0  | ½  | ½  | 0  | ½  | 0  | ½  | -  | ½  | 5     |           |
| 18 | Ruben Rodríguez (Philippines)          | 2370   | 0 | 0 | ½ | 0 | ½ | 0 | 0 | 0 | ½ | 0  | 0  | 0  | 1  | 1  | 0  | 0  | ½  | -  | 4     |           |
Giải Interzonal Riga kết thúc với Tal chiếm ưu thế, với 11 thắng 6 hòa, không thua ván nào, với kỳ thủ kế tiếp là Polugaevsky. Họ đã tham gia Giải đấu các ứng cử viên cùng với Adorján, người có điểm số tie-break tốt hơn Ribli, sau khi cả hai hòa trận playoff ở Budapest 3-3.
|    |                                    | Rating | 1 | 2 | 3 | 4 | 5 | 6 | 7 | 8 | 9 | 10 | 11 | 12 | 13 | 14 | 15 | 16 | 17 | 18 | Total | Tie break |
| -- | ---------------------------------- | ------ | - | - | - | - | - | - | - | - | - | -- | -- | -- | -- | -- | -- | -- | -- | -- | ----- | --------- |
| 1  | Lajos Portisch (Hungary)           | 2640   | - | ½ | ½ | ½ | 0 | 1 | 1 | 0 | 1 | ½  | ½  | 1  | 1  | 1  | 1  | 1  | 1  | 0  | 11½   | 93.00     |
| 2  | Tigran Petrosian (Liên Xô)         | 2610   | ½ | - | ½ | ½ | ½ | 1 | ½ | ½ | 1 | ½  | ½  | ½  | 1  | ½  | 1  | 1  | ½  | 1  | 11½   | 92.25     |
| 3  | Robert Hübner (West Germany)       | 2595   | ½ | ½ | - | ½ | 1 | ½ | 1 | 1 | ½ | 1  | 0  | ½  | ½  | ½  | ½  | 1  | 1  | 1  | 11½   | 92.00     |
| 4  | Jan Timman (Hà Lan)                | 2625   | ½ | ½ | ½ | - | ½ | ½ | 0 | 1 | 1 | ½  | 1  | 1  | ½  | 1  | ½  | ½  | ½  | 1  | 11    |           |
| 5  | Jaime Sunye Neto (Brazil)          | 2375   | 1 | ½ | 0 | ½ | - | 0 | 1 | 0 | 0 | ½  | 1  | 1  | ½  | 1  | 1  | ½  | ½  | ½  | 9½    | 77.75     |
| 6  | Borislav Ivkov (Yugoslavia)        | 2525   | 0 | 0 | ½ | ½ | 1 | - | ½ | 1 | ½ | 1  | ½  | ½  | ½  | ½  | ½  | ½  | ½  | 1  | 9½    | 76.00     |
| 7  | Yuri Balashov (Liên Xô)            | 2600   | 0 | ½ | 0 | 1 | 0 | ½ | - | ½ | 1 | ½  | ½  | ½  | ½  | ½  | 1  | ½  | ½  | 1  | 9     | 71.25     |
| 8  | Eugenio Torre (Philippines)        | 2520   | 1 | ½ | 0 | 0 | 1 | 0 | ½ | - | 0 | 0  | ½  | ½  | 1  | ½  | 1  | 1  | 1  | ½  | 9     | 70.00     |
| 9  | Gyula Sax (Hungary)                | 2590   | 0 | 0 | ½ | 0 | 1 | ½ | 0 | 1 | - | ½  | ½  | 1  | 0  | 1  | 0  | 1  | 1  | 1  | 9     | 68.00     |
| 10 | Leonid Shamkovich (Hoa Kỳ)         | 2495   | ½ | ½ | 0 | ½ | ½ | 0 | ½ | 1 | ½ | -  | 1  | ½  | 1  | 1  | 0  | 0  | ½  | ½  | 8½    | 71.75     |
| 11 | Jan Smejkal (Tiệp Khắc)            | 2560   | ½ | ½ | 1 | 0 | 0 | ½ | ½ | ½ | ½ | 0  | -  | ½  | 1  | 0  | ½  | 1  | 1  | ½  | 8½    | 68.75     |
| 12 | Rafael Vaganian (Liên Xô)          | 2570   | 0 | ½ | ½ | 0 | 0 | ½ | ½ | ½ | 0 | ½  | ½  | -  | 0  | 1  | 1  | 1  | ½  | 1  | 8     |           |
| 13 | Guillermo Garcia Gonzales (Cuba)   | 2490   | 0 | 0 | ½ | ½ | ½ | ½ | ½ | 0 | 1 | 0  | 0  | 1  | -  | 1  | 0  | ½  | 1  | ½  | 7½    | 59.50     |
| 14 | Dragoljub Velimirović (Yugoslavia) | 2515   | 0 | ½ | ½ | 0 | 0 | ½ | ½ | ½ | 0 | 0  | 1  | 0  | 0  | -  | 1  | 1  | 1  | 1  | 7½    | 55.25     |
| 15 | Khosro Harandi (Iran)              | 2410   | 0 | 0 | ½ | ½ | 0 | ½ | 0 | 0 | 1 | 1  | ½  | 0  | 1  | 0  | -  | 0  | ½  | 1  | 6½    |           |
| 16 | Luis Marcos Bronstein (Argentina)  | 2420   | 0 | 0 | 0 | ½ | ½ | ½ | ½ | 0 | 0 | 1  | 0  | 0  | ½  | 0  | 1  | -  | ½  | 1  | 6     |           |
| 17 | Jean Hébert (Canada)               | 2365   | 0 | ½ | 0 | ½ | ½ | ½ | ½ | 0 | 0 | ½  | 0  | ½  | 0  | 0  | ½  | ½  | -  | 0  | 4½    | 39.75     |
| 18 | Shimon Kagan (Israel)              | 2445   | 1 | 0 | 0 | 0 | ½ | 0 | 0 | ½ | 0 | ½  | ½  | 0  | ½  | 0  | 0  | 0  | 1  | -  | 4½    | 37.50     |
Interzonal ở Rio chứng kiến Portisch, Petrosian và Hübner đồng điểm 11½ và cả ba đều tiến vào Giải đấu Ứng viên.
Kỳ thủ địa phương được yêu thích nhất Henrique Mecking (xếp hạng 2615) đã phải rút lui sau hai ván đấu, sau khi hòa cả hai trận đấu với Ivkov và Smejkal. Kết quả của Mecking không được tính vào tổng số của những người chơi khác. Điều bất ngờ của giải đấu là Jaime Sunye Neto người Brazil không có danh hiệu gì, nhưng đã nằm trong số những kỳ thủ dẫn đầu trong giai đoạn giữa của giải đấu trước khi thua ba ván liên tiếp, khiến ông mất cơ hội vượt qua vòng loại.

## Giải đấu ứng viên 1980/81
Korchnoi, người thua trong trận tranh chức vô địch trước đó, và Spassky, người thua trong trận chung kết Ứng cử viên cuối cùng, được xếp hạt giống trực tiếp vào giải đấu và cùng với 3 người đứng đầu trong hai giải Interzonals.
|  |                              |                  |                 |                             |                         |                         |                 |                           |                 |    |           |           |           |
|  | Tứ kết                       | Tứ kết           | Tứ kết          |                             |                         | Bán kết                 | Bán kết         | Bán kết                   |                 |    | Chung kết | Chung kết | Chung kết |
|  | Tứ kết                       | Tứ kết           | Tứ kết          |                             |                         | Bán kết                 | Bán kết         | Bán kết                   |                 |    | Chung kết | Chung kết | Chung kết |
|  | Velden, Mar 1980             |                  |                 |                             |                         |                         |                 |                           |                 |    |           |           |           |
|  |                              |                  |                 |                             |                         |                         |                 |                           |                 |    |           |           |           |
|  | Viktor Korchnoi              | Viktor Korchnoi  | 5½              |                             |                         |                         |                 |                           |                 |    |           |           |           |
|  | Viktor Korchnoi              | Viktor Korchnoi  | 5½              | Buenos Aires, July–Aug 1980 |                         |                         |                 |                           |                 |    |           |           |           |
|  | Tigran Petrosian             | Tigran Petrosian | 3½              |                             |                         |                         |                 |                           |                 |    |           |           |           |
|  | Tigran Petrosian             | Tigran Petrosian | 3½              |                             |                         | Viktor Korchnoi         | Viktor Korchnoi | 7½                        |                 |    |           |           |           |
|  | Alma Ata, Mar–Apr 1980       |                  |                 |                             |                         | Viktor Korchnoi         | Viktor Korchnoi | 7½                        |                 |    |           |           |           |
|  |                              |                  | Lev Polugaevsky | Lev Polugaevsky             | 6½                      |                         |                 |                           |                 |    |           |           |           |
|  | Lev Polugaevsky              | Lev Polugaevsky  | Lev Polugaevsky | Lev Polugaevsky             | 6½                      | 5½                      |                 |                           |                 |    |           |           |           |
|  | Lev Polugaevsky              | Lev Polugaevsky  |                 |                             |                         | 5½                      |                 | Merano, Dec 1980–Jan 1981 |                 |    |           |           |           |
|  | Mikhail Tal                  | Mikhail Tal      | 2½              |                             |                         |                         |                 |                           |                 |    |           |           |           |
|  | Mikhail Tal                  | Mikhail Tal      | 2½              |                             |                         |                         |                 | Viktor Korchnoi           | Viktor Korchnoi | 4½ |           |           |           |
|  | Mexico City, Mar–May 1980    |                  |                 |                             |                         |                         |                 | Viktor Korchnoi           | Viktor Korchnoi | 4½ |           |           |           |
|  |                              |                  |                 |                             | Robert Hübner (forfeit) | Robert Hübner (forfeit) | 3½              |                           |                 |    |           |           |           |
|  | Lajos Portisch               | Lajos Portisch   | 7               |                             | Robert Hübner (forfeit) | Robert Hübner (forfeit) | 3½              |                           |                 |    |           |           |           |
|  | Lajos Portisch               | Lajos Portisch   | 7               | Abano Terme, Aug 1980       |                         |                         |                 |                           |                 |    |           |           |           |
|  | Boris Spassky                | Boris Spassky    | 7               |                             |                         |                         |                 |                           |                 |    |           |           |           |
|  | Boris Spassky                | Boris Spassky    | 7               |                             |                         | Lajos Portisch          | Lajos Portisch  | 4½                        |                 |    |           |           |           |
|  | Bad Lauterberg, Mar–Apr 1980 |                  |                 |                             |                         | Lajos Portisch          | Lajos Portisch  | 4½                        |                 |    |           |           |           |
|  |                              |                  | Robert Hübner   | Robert Hübner               | 6½                      |                         |                 |                           |                 |    |           |           |           |
|  | András Adorján               | András Adorján   | Robert Hübner   | Robert Hübner               | 6½                      | 4½                      |                 |                           |                 |    |           |           |           |
|  | András Adorján               | András Adorján   |                 |                             |                         |                         |                 |                           |                 |    |           |           |           |
|  | Robert Hübner                | Robert Hübner    | 5½              |                             |                         |                         |                 |                           |                 |    |           |           |           |
|  | Robert Hübner                | Robert Hübner    | 5½              |                             |                         |                         |                 |                           |                 |    |           |           |           |
|  |                              |                  |                 |                             |                         |                         |                 |                           |                 |    |           |           |           |

Khi trận tứ kết giữa Portisch và Spassky hòa sau 14 ván, Portisch được tuyên bố là người chiến thắng vì đã thắng nhiều ván hơn khi cầm quân Đen.
Trận chung kết đánh 16 ván. Hübner nhận thua sau 10 ván (8 ván đã kết thúc, 2 ván đang hoãn lại), và Korchnoi trở thành người chiến thắng. Hübner dẫn trước một điểm sau sáu ván đấu, nhưng đã mắc sai lầm một nước cờ gây sốc trong ván 7 (cho phép một nước Mã bắt đôi đơn giản), và sau đó thua tiếp ván 8.

## Trận đấu tranh chức vô địch năm 1981
Kỳ thủ đầu tiên thắng sáu ván sẽ là Nhà vô địch.
|                           | 1 | 2 | 3 | 4 | 5 | 6 | 7 | 8 | 9 | 10 | 11 | 12 | 13 | 14 | 15 | 16 | 17 | 18 | Số ván thắng | Tổng |
| ------------------------- | - | - | - | - | - | - | - | - | - | -- | -- | -- | -- | -- | -- | -- | -- | -- | ------------ | ---- |
| Anatoly Karpov (Liên Xô)  | 1 | 1 | = | 1 | = | 0 | = | = | 1 | =  | =  | =  | 0  | 1  | =  | =  | =  | 1  | 6            | 11   |
| Viktor Korchnoi (Thụy Sĩ) | 0 | 0 | = | 0 | = | 1 | = | = | 0 | =  | =  | =  | 1  | 0  | =  | =  | =  | 0  | 2            | 7    |

Karpov đã chiến thắng. Chiến thắng 6–2 này, chênh lệch hơn nhiều so với chiến thắng của Karpov trong Giải vô địch cờ vua thế giới 1978, được mệnh danh là "Thảm sát ở Merano".